# Acidaliodes mela
Acidaliodes mela là một loài bướm đêm trong họ Noctuidae.